# Philipp Moritz von Gruben

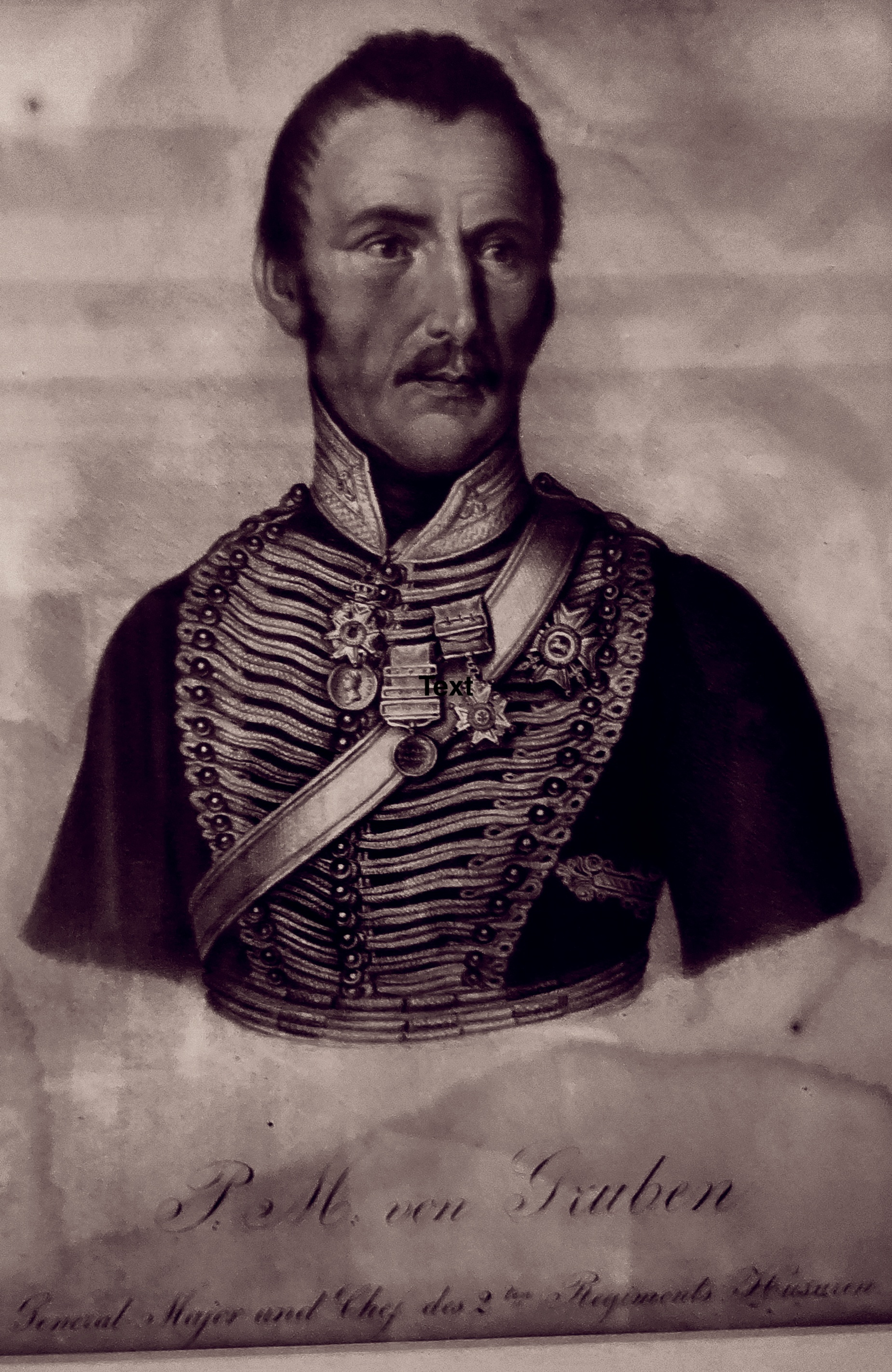

Philipp Moritz von Gruben (* 20. August 1766 in Goetzdorf, Kehdingen; † 13. Oktober 1828 in Diepholz) war ein königlich-hannoverscher Generalmajor und Chef des 2. Husaren-Regiments. Er war Ritter des Guelphen-Ordens, Companion des englischen Order of the Bath, sowie der englischen goldenen Medaillen von Salamanca, Orthez, Toulouse und der von Waterloo.

## Leben
Philipp Moritz von Gruben entstammte dem kehdingischen Adelsgeschlecht von Gruben. Die Familie derer von Gruben sind ein bremisches Geschlecht, werden dem Uradel zugeordnet und waren vor allem in den Herzogtümern Bremen und Verden ansässig.
Er war verheiratet mit Charlotte, geb. v. Dassel. Gesundheitlich durch die vieljährigen Feldzüge vorbelastet, starb von Gruben an der Seite seiner Frau auf der Rückreise nach Osnabrück zu seinem Regiment.

### Im Dienste Braunschweig-Lüneburgs und Hannovers
Seine militärische Laufbahn begann von Gruben bereits im Alter von zehn Jahren als Kadett bei dem kurhannoverschen ersten schweren Dragoner-Regiment. Dort wurde er zehn Jahre später zum Kornett befördert. Im Jahr 1793 wurde er in die hannoversche Armee berufen, um im Ersten Koalitionskrieg auf Seiten der großen Koalition bestehend aus Preußen, Österreich und kleineren deutschen Staaten, gegen das revolutionäre Frankreich zur Verteidigung der Monarchie zu dienen. Auf Seiten der Alliierten wohnte er der siegreichen Schlacht bei Famars, der Belagerung und Einnahme der Festung von Valenciennes, der dreitägigen Schlacht bei Hondschoote und der Schlacht bei Menin bei. 1794 wurde von Gruben zum Leutnant und 1802 beim Leib-Regiment zum Rittmeister befördert.

### Im Dienste Englands
Nachdem Napoleon das Kurfürstentum Braunschweig-Lüneburg unter französische Verwaltung gestellt und mit der Konvention von Artlenburg an der Elbe (5. Juli 1803) die Auflösung des hannoverschen Heeres diktiert hatte, war von Gruben zusammen mit weiteren hannoverschen Offizieren dazu gezwungen, in den Ruhestand zu treten. Als sich ihm 1804 die Gelegenheit bot, flüchtete er nach England, um dort wieder in die Dienste Georgs III. zu treten, der zu diesem Zeitpunkt als König des Vereinigten Königreichs Großbritannien und Irland und im Heiligen Römischen Reich als Kurfürst von Braunschweig-Lüneburg regierte. In England angekommen, wurde von Gruben 1805 eine Kompanie in dem 1. leichten Dragoner-, später Husaren-Regiment der King’s German Legion anvertraut. Innerhalb dieses Verbunds kämpfte von Gruben mit seinem Regiment im Rahmen der napoleonischen Kriege auf der Iberischen Halbinsel unter Arthur Wellesley, dem Duke of Wellington, in diversen Schlachten mit.
Bei der Schlacht von Fuentes de Onoro wurde von Gruben durch einen Säbelhieb verwundet und wurde wenige Tage darauf für seine Verdienste zum Titular-Major ernannt. Im Verlauf der Belagerung der Ciudad Rodrigo machte die vom Major von Gruben geführte Schwadron eine große Anzahl von Gefangenen und bei der Schlacht bei Salamanca befehligte er das Regiment, dessen Erfolg ihm die englische goldene Medaille als Auszeichnung einbrachte. Im Januar 1813 zum wirklichen Major ernannt, wohnte er am 21. Juni der Schlacht bei Vitoria bei, nach deren für Wellingtons Truppen siegreichem Ausgang die unter Joseph Bonapartes Oberbefehl stehende Armee in die Flucht geschlagen wurde. Bei den nun auf französischem Boden stattfindenden Schlachten bei Orthez und Toulouse wurde von Gruben durch eine zweite und dritte englische Medaille für seine Verdienste in diesen beiden Auseinandersetzungen ausgezeichnet. Die Wochen zwischen Napoleons Abdankung als Kaiser und seiner Rückkehr von der Insel Elba verbrachte von Gruben im engsten Kreise des Duke of Wellington, dessen persönliche Zuneigung er in dieser Zeit für sich gewann. Nachdem Napoleon von der Insel Elba zurückgekehrt war und mit seinem Sommerfeldzug 1815 das letzte Kapitel der Koalitionskriege eröffnet hatte, nahm von Gruben im Juni 1815 auch an der Schlacht bei Waterloo teil.
Drei Tage nach seinem Einsatz in der Schlacht bei Waterloo wurde von Gruben zum Brevet-Lieutenant-Colonel befördert und wenige Wochen später Kommandeur des Cumberland Husaren-Regiments. Im September 1815 wurde er für seine militärischen Erfolge als Companion des englischen Order of the Bath und im Dezember 1815 auch als Ritter des Guelphen-Ordens ausgezeichnet. Im November 1815 schied er aus der King’s German Legion aus und wurde auf Halbsold gesetzt. Zurück in Deutschland wurde er zunächst Kommandeur des 4. Husaren-Regiments, später zum Obersten und Chef des in Osnabrück stationierten 2. Husaren-Regiments. Nach weiteren sechs Jahren in der Königlich-Hannoverschen Armee wurde er zum Generalmajor befördert und im selben Jahr Kommandeur des Guelphen Ordens. In diesen Jahren nach seinen diversen Kriegseinsätzen machte sich der General vor allem um die Ausbildung des Führungsnachwuchses innerhalb der hannoverschen Armee verdient. Dabei hatte er einen so guten Ruf, dass viele hannoversche Offiziersfamilien ihre Söhne gezielt zu ihm in die Ausbildung schickten. Zudem arbeitete von Gruben an dem Entwurf eines Militär-Gesetzbuches für das Königreich Hannover mit und beriet, oft in leitender Funktion, die hannoversche Militärbehörde in vielen die Kavallerie betreffenden Fragen.